# Pseudopaludicola ibisoroca
Pseudopaludicola ibisoroca é uma espécie de anfíbio anuro da família Leptodactylidae. Está presente no Brasil. A UICN classificou-a como pouco preocupante.